# Villa Ada

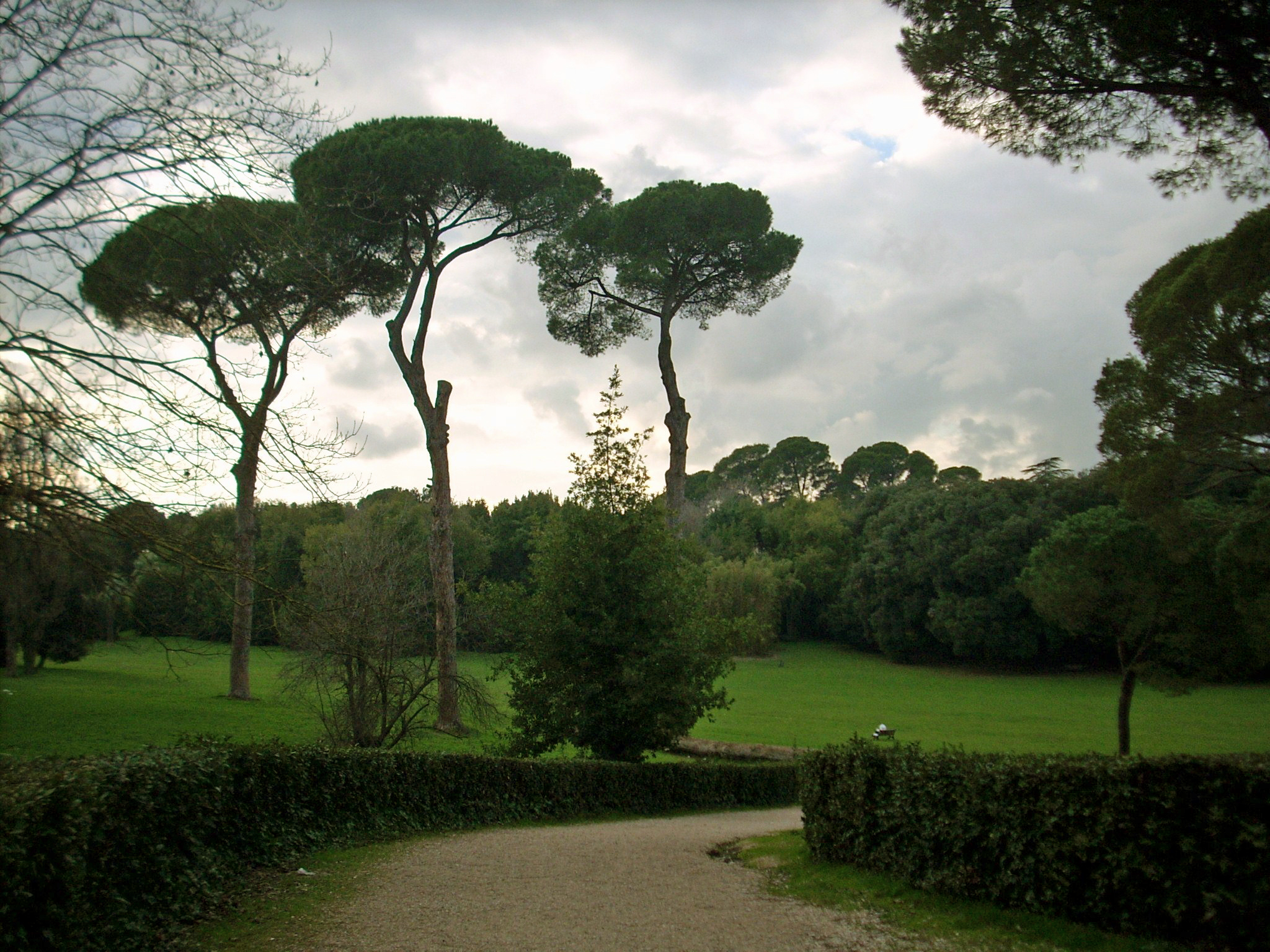
Vista de Villa Ada.

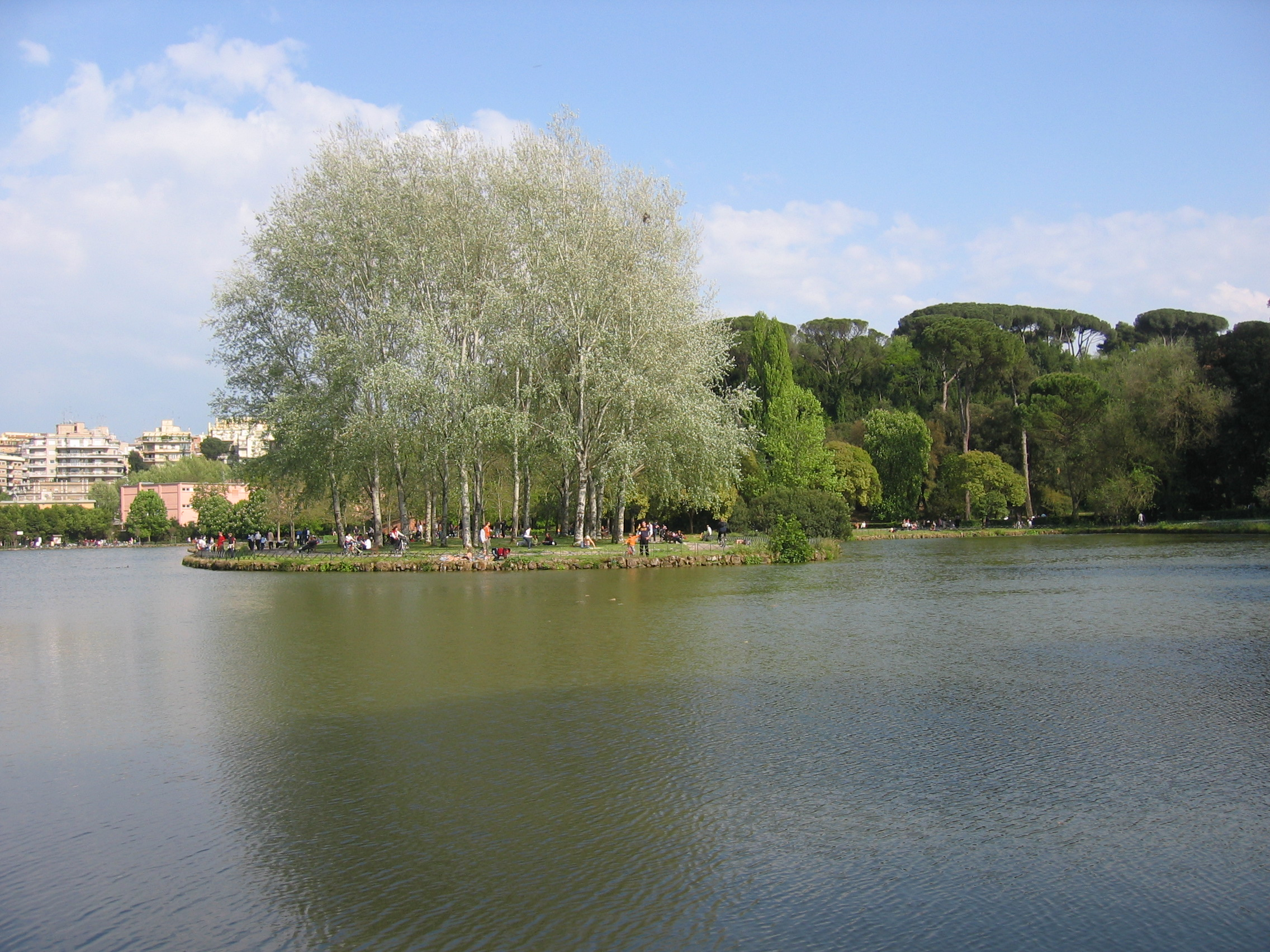
Ilha no lago da Villa Ada.

Villa Ada é um parque em Roma, Itália, com uma superfície de 450 acre (1,82 km²), é a segunda maior depois da Villa Doria Pamphili. Está localizada na parte nordeste da cidade. Seu maior destaque é Monte Antenne, 67 m (220 ft), um antigo sítio arqueológico.

## História
A extensão arborizada foi comprada pela Casa de Saboia no final do Século XIX, sendo a residência real entre os anos 1872 a 1878. Em 1878 a área tornou-se propriedade do Conde Tellfner da Suiça, que a nomeou em homenagem a sua esposa Ada. A família real recuperou o controle da terra em 1904, mas não alterou o nome. Eles permaneceram com o controle da área até 1946.

## Status atual
Desde 2009 o local mantém as áreas públicas e privadas. A área pública é controlada pelo Conselho de Roma, a privada é controlada pela Embaixada do Egito, embora o Conselho de Roma fez uma reclamação formal para assumir o controle de toda a área.

## Atividades
A parte pública do parque é maior que a área privada. Ela contem um lago artificial e muitas árvores, incluindo pinheiro-manso, azinheira, loureiro e uma rara metasequoia importada do Tibet em 1940. A entrada do parque é gratuita, sendo possível o aluguel de canoas, bicicletas ou cavalos. Existe ainda uma piscina no parque.
Desde 1994, durante o verão, o parque sedia um festival de música e "Roma incontra il mondo" (Roma encontra o mundo) contra o racismo, guerra e pena de morte.